# Peggy Cass

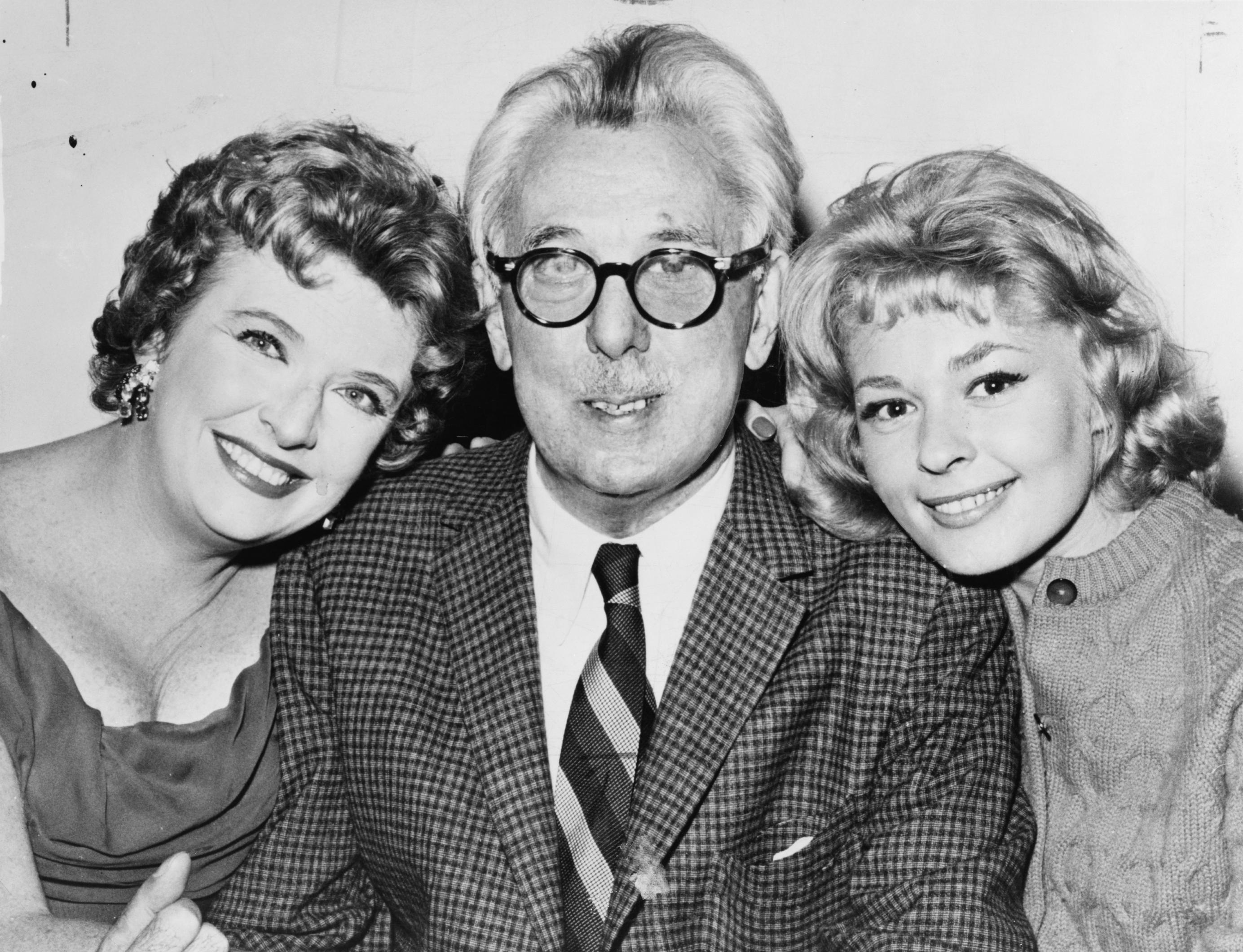
Peggy Cass (links), James Thurber und Joan Anderson in der Broadway-Revue The Thurber Carnival

Peggy Cass, eigentlich Mary Margaret Cass (* 21. Mai 1924 in Boston, Massachusetts; † 8. März 1999 in New York City, New York), war eine US-amerikanische Schauspielerin. 

## Leben
Peggy Cass kam 1924 (anderen Angaben zufolge 1925 oder 1926) als mittleres Kind des Bostoner Sportpromoters Raymond James Cass und dessen Ehefrau Margaret (Geburtsname: Loughlin) zur Welt. Sie besuchte drei Jahre die Cambridge Latin School. Dort war sie Mitglied in einer Theatergruppe, bekam aber keine Sprechrolle. Mit 18 Jahren zog sie nach New York City, wo sie unter anderem als Model, Sekretärin und Telefonistin arbeitete. Für sieben Monate ging sie 1945 als Mitglied der USO der Doughgirls nach Australien, wo sie mit der Rolle einer russischen Heckenschützin ihr Theaterdebüt gab. Ihre Ausbildung absolvierte sie unter anderem bei so bekannten Schauspiellehrern wie Uta Hagen, Mira Rostova und Tamara Daykarhanova.
Zurück in den Vereinigten Staaten erschien Cass erstmals 1948 auf einer New Yorker Theaterbühne, als sie die Rolle der Maisie in dem Stück Burlesque am Belasco Theatre übernahm. Ebenso wurde sie als Zweitbesetzung von Jan Sterling in der US-amerikanischen Tournee von Born Yesterday gewonnen. Ihr Broadway-Debüt gab sie ein Jahr später in dem Musical Touch and Go am Broadhurst Theatre. Ab Mitte der 1950er Jahre wurde Cass als Bühnen- und Filmschauspielerin zunehmend bekannter. Für die Nebenrolle der schwangeren aber unverheirateten Agnes Gooch in der Broadway-Komödie Auntie Mame mit Rosalind Russell gewann sie 1957 den Tony Award und Theatre World Award. Ein Jahr später übernahm sie den Part der leicht beschränkten Sekretärin neben Russell auch in der Filmversion Die tolle Tante, der ihr eine Golden-Globe- und Oscar-Nominierung einbrachte.
Cass’ Auftritte in Quizshows (unter anderem To Tell the Truth, 1964–1967) steigerten ihren Bekanntheitsgrad enorm, da sie über ein großes Allgemeinwissen verfügte. Sie war als flotte und lustige Frau mit einer Reibeisenstimme bekannt, die laut ihrem Berufskollegen Orson Bean „das Fett eines Taxifahrer-Nackens abkochen könnte“. 1978 widmete ihr der Musiker Gary Senick den Song I’m in Love with Peggy Cass. 1997 stand sie für eine Fernsehproduktion das letzte Mal vor der Kamera.
Am 8. März 1999 verstarb Peggy Cass im Sloane-Kettering Hospital in Manhattan an Herzversagen. Von 1979 bis zu ihrem Tod war sie mit dem pensionierten Lehrer Eugene Feeney verheiratet, mit den sie in späteren Jahren die Welt bereiste. Ihre erste Ehe mit Carl Fisher wurde geschieden.

## Theaterstücke (Auswahl)
- 1948: Burlesque (Belasco Theatre, New York; Rolle: Maisie)
- 1949: Touch and Go (Broadhurst Theatre, New York; Rollen: Moonbeam, Olivia, Second Sister)
- 1950: House on the Cliff (Shubert Theatre, New Haven, CT; Rolle: Emily Clayton)
- 1950: The Live Wire (Playhouse, New York; Rolle: Liz Fargo)
- 1951: Burlesque (Ziegfeld Theatre, New York; Rolle: The Woman Scorned)
- 1952: Bernardine (Playhouse, New York; Rolle: Helen)
- 1955: Phoenix '55 Revue (Phoenix Theatre, New York)
- 1955: Othello (City Center Theatre, New York; Rolle: Bianca)
- 1955: Henry IV, Part I (City Center Theatre, New York; Rolle: Mistress Quickley)
- 1956–1958: Auntie Mame (Broadhurst Theatre, New York; Rolle: Agnes Gooch)
- 1960: A Thurber Carnival (American National Theatre and Academy, New York)
- 1963: Children from Their Games (Morosco Theatre, New York; Rolle: Vera von Stobel)
- 1967: Don't Drink the Water (Morosco Theatre, New York; Rolle: Marion Hollander)
- 1969: The Front Page (Ethel Barrymore Theatre, New York; Rolle: Mollie Malloy)
- 1969: Plaza Suite (Plymouth Theatre, New York; später Westbury Music Fair, Long Island, 1971)
- 1972: Last of the Red Hot Lovers (Westbury Music Fair, Long Island)
- 1978: The Torch-Bearers (McCarter Theatre, Princeton, New York)
- 1979: Once a Catholic (Helen Hayes Theatre, New York; Rolle: Mother Basil)
- 1981: 42nd Street (Majestic Theatre, New York; Rolle: Maggie Jones)
- 1985: The Octette Bridge Club (Music Box Theatre, New York; Rolle: Lil)

## Filmografie (Auswahl)
- 1952: Happy-End … und was kommt dann? (The Marrying Kind)
- 1958: Die tolle Tante (Auntie Mame)
- 1959: Alfred Hitchcock präsentiert (Alfred Hitchcock Presents, Fernsehserie, Folge 4x13)
- 1961: April entdeckt Hawaii (Gidget Goes Hawaiian)
- 1961–1962: The Hathaways (Fernsehserie, 26 Folgen)
- 1969: So reisen und so lieben wir (If It’s Tuesday, This Must Be Belgium)
- 1969: Das Mädchen vom Korallenriff (Age of Consent)
- 1978–1979: The Doctors (Fernsehserie, 99 Folgen)
- 1980: Vegas (Vega$, Fernsehserie, 2 Folgen)
- 1980: Love Boat (The Love Boat, Fernsehserie, Folge 3x27)
- 1983: Hotel (Fernsehserie, Folge 1x03)
- 1987–1988: Women in Prison (Fernsehserie, 13 Folgen)
- 1989: Monsters – Bis das Blut gefriert (Monsters, Fernsehserie, Folge 1x14)
- 1989: Major Dad (Fernsehserie, Folge 1x01 Die große Friedensoffensive)
- 1995: Abschied von St. Petersburg (Danielle Steel's Zoya, Fernsehfilm)

## Auszeichnungen
- 1957: Tony Award und Theatre World Award für ihre Darstellung in dem Bühnenstück Auntie Mame
- 1958: Nominierung für den Oscar als beste Nebendarstellerin in Die tolle Tante (Auntie Mame)
- 1958: Nominierung für den Golden Globe als beste Nebendarstellerin in Die tolle Tante (Auntie Mame)
- 1958: 3. Platz als beste Nebendarstellerin und 6. Platz als beste Newcomerin bei der Verleihung des Laurel Award